# 応声虫
応声虫（おうせいちゅう）または応声は、中国や日本の説話集・随筆集に見られる奇病、及びその病気を引き起こす怪虫。

## 症状
応声虫による症状（応声虫病）があらわれた人物の説話は、中国の『朝野僉載』や『文昌雑録』、『遯斎間覧』などに記述がみられ、本草書である『本草綱目』には応声虫に効果があったとされる雷丸（らいがん）や藍（あい）の解説文中にもその存在が言及されている。
応声虫が人体の中に入り込むと、本人は何もしゃべっていないのに腹の中から問いかけに応じた返事がかえって来るとされる。雷丸（竹に寄生するサルノコシカケ科の一種で漢方薬の一つ）を服用すれば効果があり、虫も体外に出るという。
腹の中から虫が声を出すという症状を受け、中国では「自分の意見をもたず付和雷同した意見のみを言う者」を応声虫と揶揄して呼んだともいう。

## 説話

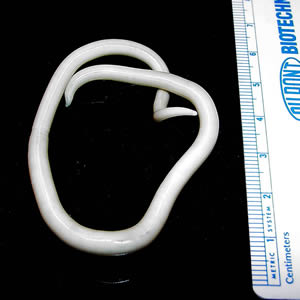
参考 : 応声虫のモデルとの説のある実在の寄生虫、回虫。

日本においても、回虫などの寄生虫のように人間の体内に棲む怪虫によって引き起こされる病気であるとされ、人間がこの病気に冒されると、高熱が10日間ほど続いて苦しんだ後、腹に出来物ができ、次第にそれが口のような形になる。この口は病気になった者の喋ったことを口真似するため、応声虫の名がある。喋るだけでなく食べ物も食べる。自ら食べ物を要求し、これを拒むと患者を高熱で苦しめたり、大声で悪口を叫んだりもする。
江戸時代に記された説話集『新著聞集』や随筆『塩尻』に見られる説話では、以下のように語られている。元禄16年（1703年）。油小路に住むある男の腹に応声虫による出来物ができ、高熱や罵詈雑言に苦しみ続けていた。様々な種類の薬や祈祷を試したが、一向に効果がない。ある名医が診察し、様々な種類の薬を出来物の口に飲ませ、その中でも嫌がって飲まないものを選び、それらを調合したものを飲ませることにした。出来物は次第に弱り始め、10日ほど経つと肛門から怪虫が出てきた。それはトカゲのようなもので、頭には1本の角があった。逃げ出そうとしたところを滅多打ちにして殺し、患者は元気を取り戻したということである。
また、『閑田次筆』には以下のような話がある。元文3年、応声虫に取り憑かれているという奥丹波の女性の話を見世物小屋の業者が聞きつけ、見世物に出そうと商談に訪れた。その女性の家を訪ねたところ、女性は確かに応声虫の病気を患っているらしく、腹から声を出していた。女性の夫が言うには、寺へ参拝に行った際、腹から出る声を周囲の人々が怪しみ、とても恥ずかしい思いをしたので、見世物など到底無理とのことだった。こうして業者の思惑は外れてしまったという。
これらの話は、実在の寄生虫である回虫を綴ったものであり、回虫が腹にいることによる異常な空腹感や、虫下しを飲んで肛門から排泄された回虫の死骸を描写したものであるとも考えられているが、前述のように応声虫はもともと中国に存在する説話であり、また『新著聞集』にあるものなどは中国に伝わるものに人面瘡の要素（口のようなできものが発症する点）が加わっており、中国の文献を単純に換骨奪胎し脚色しただけのものであるとする説もある。